# 8e régiment de parachutistes d'infanterie de marine
Le 8e régiment de parachutistes d'infanterie de marine (ou 8e RPIMa) est une unité de l'armée française. Il a été créé le 28 février 1951 en Indochine, il s'appelait alors le 8e BPC (bataillon de parachutistes coloniaux), ses soldats portent le béret rouge. Ce régiment d'élite appartient à la 11e brigade parachutiste.
Le régiment tient actuellement garnison à Castres. Ses activités actuelles consistent en des missions de maintien de la paix et d'assistance aux populations, de maintien de l'ordre sous le contrôle de l'OTAN ou des Nations unies (Casques bleus). Il intervient partout dans le monde où les intérêts de la France et la sécurité de ses ressortissants sont menacés : Tchad, Liban, Nouvelle-Calédonie, Koweït, Rwanda, Gabon, Kurdistan, Zaïre, République centrafricaine, Congo-Brazzaville et RDC, ex-Yougoslavie, Cambodge et plus récemment Macédoine, Kosovo, Côte d'Ivoire, Afghanistan et Mali. Outre-mer, il assure la défense des intérêts français, des ressortissants et des pays qui sont liés à la France par des accords de défense. En Europe, il assure la défense du territoire national français au sein de la force d'action terrestre ou de la 1re armée. Ce régiment est activé sur court préavis.

## Création et différentes dénominations
- 28 février 1951 : création du 8e bataillon de parachutistes coloniaux (8e BPC) à Hanoï (Indochine)
- 12 septembre 1952 : devient le 8e groupement de commandos parachutistes (8e GCP)
- 1er août 1953 : devient le 8e bataillon de parachutistes de choc (8e BPC)
- 31 mai 1954 : dissolution du 8e BPC
- 1er mai 1956 : création du 8e régiment de parachutistes coloniaux (8e RPC)
- 1er décembre 1958 : devient le 8e régiment de parachutistes d'infanterie de marine (8e RPIMa)[1]

## Historique des garnisons, combats et batailles

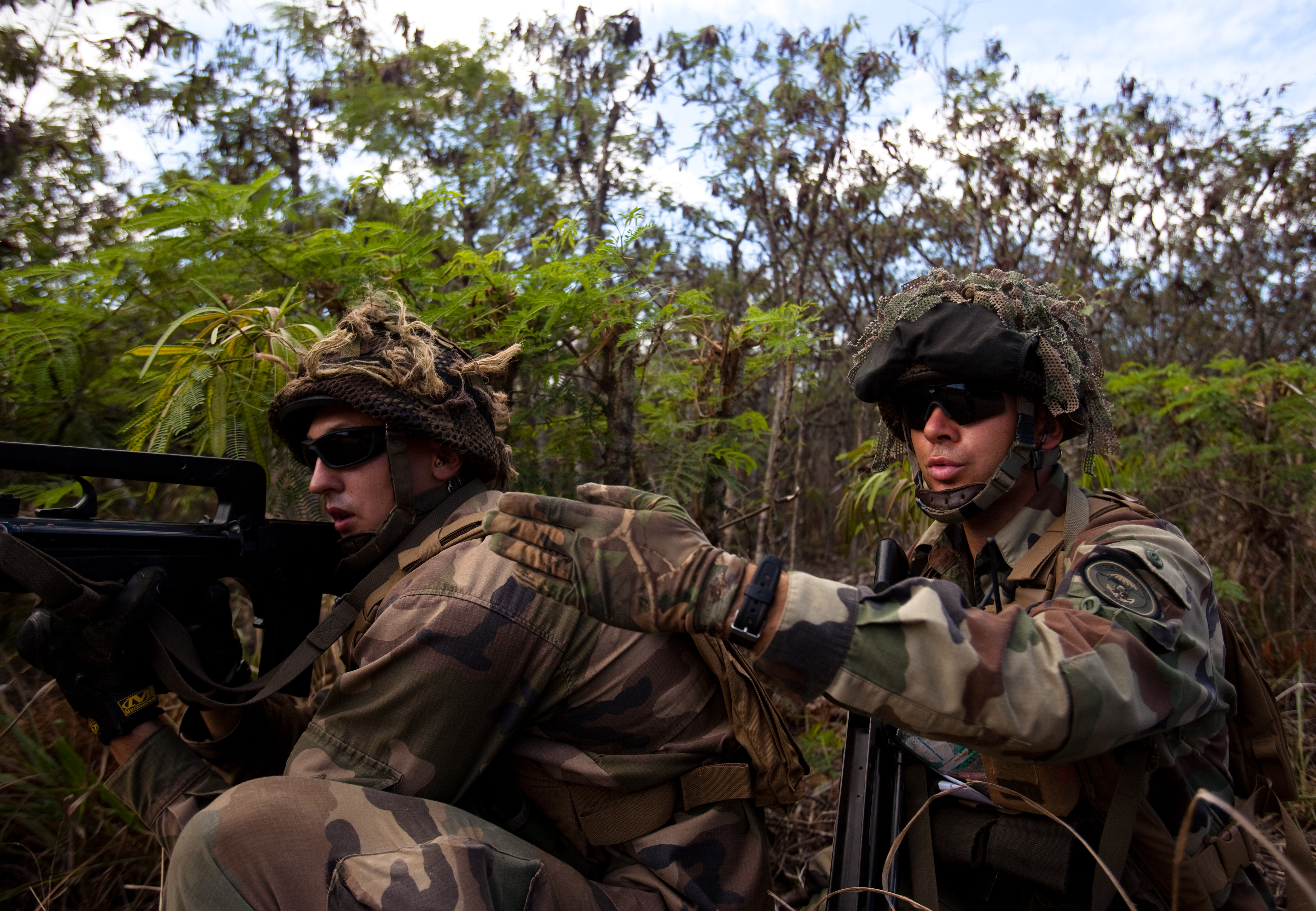
Entraiment à Hawaï le 23 octobre 2012.

Le 8e RPIMa prend naissance en Indochine, le 28 février 1951 sous le nom de 8e BPC. Présent sur place de 1951 à 1954, il prend part à de nombreux combats face à un ennemi supérieur en nombre. La quasi-totalité du régiment disparaîtra après la bataille de Diên Biên Phu dans les camps de prisonniers. Sont inscrits « Indochine 51-54 » et « AFN 52-62 » sur son emblème.
De 1956-1961 en Algérie, avec sa participation lors de la bataille des Frontières de 1958 dans le cadre de la 25e DP. Il rentre en France le 8 juillet 1961, temporairement en garnison à Nancy avant de rejoindre Castres un an plus tard.

### Indochine
Période 1951-1954
- 1954 : bataille de Diên Biên Phu

### Algérie
Période 1956-1961

### Missions extérieures
Depuis 57 ans, outre l'Indochine et l'Algérie, il fut présent sur tous les théâtres d'opérations du monde :
- Liban 1978-1979 1982-1983,

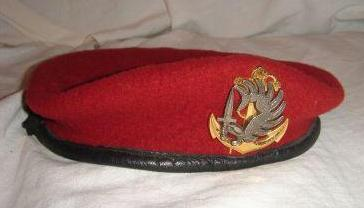
Le béret rouge (amarante) des parachutistes des troupes de marines

- Tchad le « 8 » est présent au Tchad à partir de 1970, en fournissant régulièrement un commando de trente hommes pour renforcer la CPIMa (compagnie parachutiste d'infanterie de marine) qui se bat avec l'armée tchadienne contre les hommes du Nord soutenus par la Libye[2],
- Ouganda,
- Rwanda,
- Zaïre,
- République centrafricaine,
- Congo,
- Désert du Ténéré,
- Polynésie Vanuatu,
- Nouvelle Calédonie,
- Cambodge,
- Yougoslavie,
- Kosovo,
- Macédoine,
- Afghanistan,
- Mali,
- Centrafrique.
- Irak,

### 2022
Mission Aigle au sein de la Force de réaction de l'OTAN en Roumanie.

## Traditions

### Devise
"Volontaire"

### Insigne

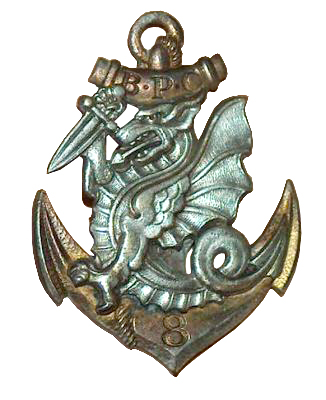
Insigne de poitrine droite du 8e BPC (dissous)
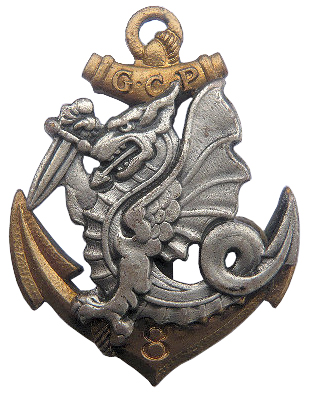
Insigne de poitrine droite du 8e GCP (dissous)
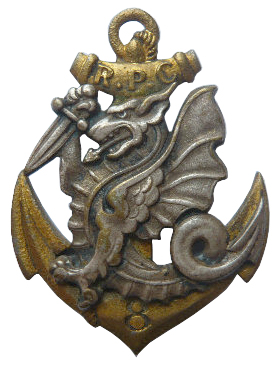
Insigne de poitrine droite du 8e RPC
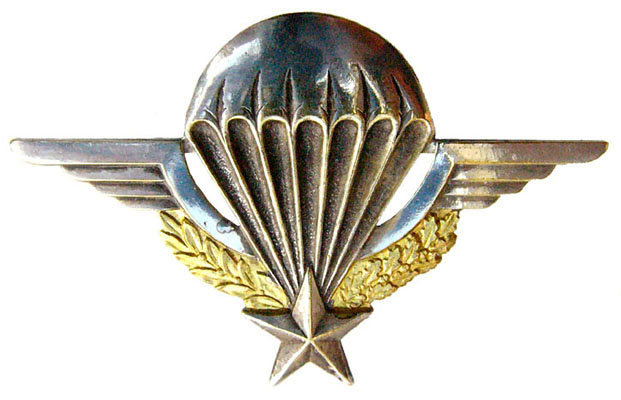
Brevet parachutiste de poitrine droite
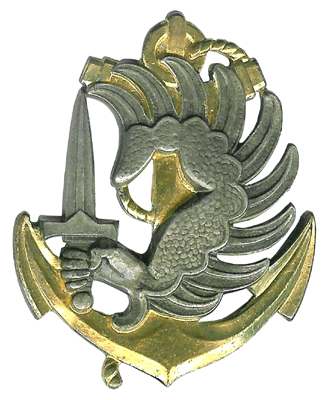
Insigne de béret des parachutistes des troupes de marine
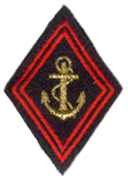
Insigne de bras gauche des troupes de marine
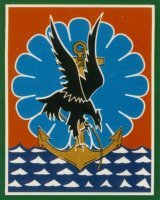
Insigne de bras droit de la 11e BP

### Drapeau
Dans ses plis sont inscrits en lettres d'or,:

Drapeau du 8e régiment parachutiste d'infanterie de marine

- 19 officiers, 73 sous-officiers et 394 marsouins parachutistes sont morts pour la France, sous les plis de son drapeau. Les derniers sont morts au combat en Centrafrique le 9 décembre 2013.

### Décorations
Sa cravate est décorée de la croix de guerre TOE avec cinq palmes. Elle est également décorée de la croix de la Valeur militaire avec quatre palmes : une première palme remise le 21 mai 2012 au titre de l'Afghanistan, une seconde palme remise le 31 août 2012 au titre du Liban (régularisation de la citation à l'ordre de l'armée obtenue en 1979), une troisième palme remise le 1er octobre 2013 au titre de l'Afghanistan et une quatrième palme remise le 17 juillet 2021 pour ses actions en République centrafricaine en 2013-2014, une cinquième palme décision du 19 février 2025 pour ses actions au Sahel.
Le régiment porte 2 fourragères. La fourragère aux couleurs du ruban de la médaille militaire avec olive aux couleurs du ruban de la croix de guerre des Théâtres d'opérations extérieurs, ainsi que celle aux couleurs du ruban de la croix de la Valeur militaire.

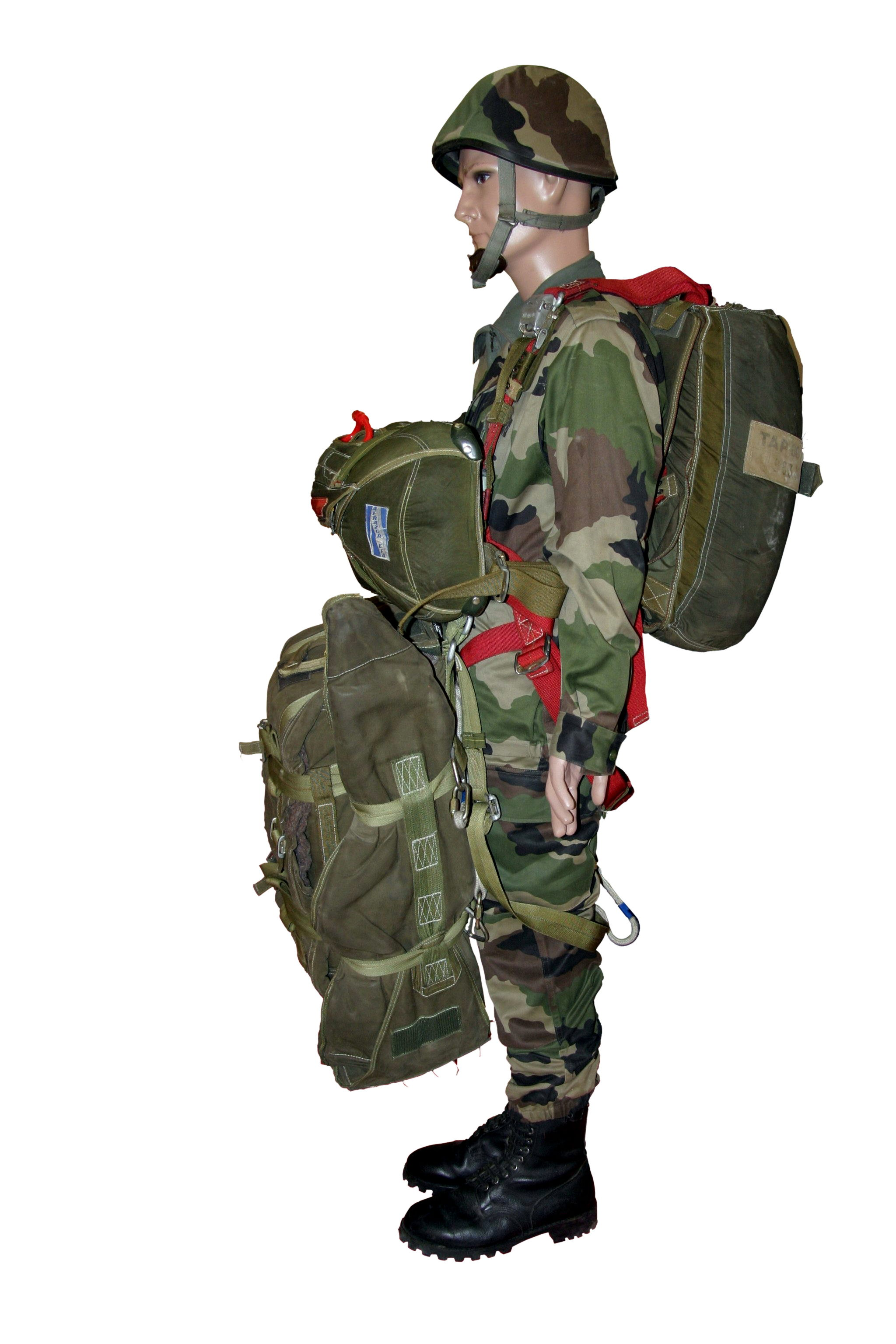
Tenue de saut d'un parachutiste

## Chefs de corps
| Indochine - 1951-1952 : capitaine Gautier - 1952-1953 : capitaine Le Borgne - 1953-1954 : capitaine Tourret Algérie - 1954-1955 : lieutenant-colonel Kohler - 1956-1958 : colonel Fourcade, - 1958-1960 : lieutenant-colonel de Seguins-Pazzis (en) - 1960-1961 : lieutenant-colonel Lenoir - 1961-1963 : lieutenant-colonel Kohler France - 1963-1965 : lieutenant-colonel Desfarges - 1965-1967 : lieutenant-colonel Drouin - 1967-1969 : lieutenant-colonel Mourier - 1969-1971 : lieutenant-colonel Guilleminot - 1971-1973 : lieutenant-colonel Bellamy - 1973-1975 : lieutenant-colonel Dominique - 1975-1977 : colonel Schmitt - 1977-1979 : lieutenant-colonel Cann - 1979-1981 : lieutenant-colonel Vidal - 1981-1983 : lieutenant-colonel Zeisser - 1983-1985 : lieutenant-colonel Lepage | - 1985-1987 : lieutenant-colonel Théodoly-Lannes - 1987-1989 : colonel Lafourcade - 1989-1991 : lieutenant-colonel Thomann - 1991-1993 : lieutenant-colonel Irastorza - 1993-1995 : lieutenant-colonel de Haynin de Bry - 1995-1997 : lieutenant-colonel Reglat - 1997-1999 : lieutenant-colonel de Braquilanges - 1999-2001 : colonel Stollsteiner - 2001-2003 : colonel Bosser - 2003-2005 : colonel Brousse - 2005-2007 : colonel Guionie - 2007-2009 : colonel Aragones - 2009-2011 : colonel du Chaxel - 2011-2013 : colonel Chasbœuf - 2013-2015 : colonel Tassel - 2015-2017 : colonel Danigo - 2017-2019 : colonel Debray - 2019 -2021 : colonel Prod'homme - 2021-2023 : colonel Degand - 2023-2025 : colonel de Courtivron - Depuis 2025 : colonel Lamy |

## Faits d'armes faisant particulièrement honneur au régiment
Le régiment se distingue particulièrement en Indochine, où il adopte l'insigne de la chimère. Le régiment reçoit quatre citations pour ses engagements et son sacrifice à Ðiện Biên Phủ.
En Algérie, le régiment met hors de combat 2 800 Fellagas et saisit un millier d'armes.
En 1978, commandé par le colonel Cann, le régiment est engagé en totalité au Liban, où il reçoit sa cinquième citation. La compagnie d'instruction, composée de jeunes engagés arrivés au régiment entre août et septembre 1978, est envoyée en compagnie tournante au Gabon en octobre. Cette compagnie est mise en alerte Guépard et part au Tchad en février 1979 au plus fort de la guerre civile, quatre mois après son arrivée à Libreville sous le commandement du capitaine Marchand.
En septembre 1979, l'essentiel des hommes composant le détachement Barracuda (ou Caban) qui renversa l'empereur Bokassa, était des éléments du 8e RPIMa.
L'embuscade d'Uzbin, le 18 août 2008 en Afghanistan : dix soldats français sont tués, dont huit appartenant au 8e RPIMa.
En 2013, opération Sangaris : affrontements à Bangui entre les Selekas et l'armée française. Deux soldats du 8e RPIMa perdent la vie le 9 décembre 2013 en Centrafrique.

## Personnalités ayant servi au sein du régiment
- Antoine Biancamaria (1923-1959)
- Patrice Le Nepvou de Carfort (1952-1959)
- René de Salins (1953-1954)
- Jean Bertoli (1954-1955)
- René Lesecq (1955-1959)
- Paul Favre-Miville (1959-1961)
- Xavier Le Draoullec (1979-1985)
- Pablo Mira[15] (2006)

## Le régiment aujourd'hui

### Subordinations
Le 8e RPIMa fait partie de la 11e brigade parachutiste de la 3e division.

### Composition
Le 8e RPIMa compte 1 200 hommes et femmes articulés en 8 compagnies :
- 1 compagnie de commandement et de logistique (CCL), couleur rouge
- 5 compagnies de combat :
  - 1re compagnie : couleur le blanc, surnom les « requins », devise « bien faire, laisser dire » ;
  - 2e compagnie : couleur le noir, surnom les « authentiques », devise « trom xua snoc » ;
  - 3e compagnie : couleur le jaune, surnom les « canaris », devise « or j'ose » ;
  - 4e compagnie : couleur le carmin, surnom les « coyotes », devise « ruse et cogne » ;
  - 5e compagnie : couleur le gris, surnom les « lynx », baptisée « compagnie portée ».
- 1 compagnie d'appui (CA), couleur le vert, surnom les « diables vert » ; devise « vert voie foudroie », elle comprend l'équipe GCP du régiment.
- 10e compagnie:  réserve opérationnelle, couleur l'azur, surnom les « grizzly », devise « jamais n’abandonne »

### Missions
Les missions et les objectifs opérationnels du 8e RPIMa sont de deux ordres :
- acquérir et entretenir la capacité à mettre en œuvre un groupement d'environ 450 hommes disposant de la double aptitude à mener les actions rustiques et traditionnelles de l'infanterie parachutiste, éventuellement sur les arrières de l'ennemi après mise en place par la troisième dimension, et à assurer les missions de l'infanterie motorisée,
- entretenir la capacité aéromobile, alternative au saut pour la mise en place par la 3e dimension.

### Matériels
- 78 VAB (dont 4 Eryx, 4 canons de 20 mm et 8 Milan),
- 6 mortiers de 81 mm,
- 16 postes de tir Milan,
- 24 postes de tir Eryx,

#### Véhicules
Depuis peu, le 8e RPIMa vient d’acquérir des PVP (petits véhicules protégés). Ils utilisent le VAB (véhicule de l'avant blindé) très résistant et encore fiable sur le terrain ; il en existe plusieurs modèles. Les derniers ont été modifiés, les rendant beaucoup plus protégés avec des plaques de blindages omniprésentes sur toute sa surface. Sa forme angulaire le rend presque impénétrable car les balles, roquettes ou autres ricochent.

#### Armement
L'armement du régiment est le matériel individuel ou collectif en service actuellement dans l'armée de terre.
En ce qui concerne l'armement individuel, le fusil d'assaut allemand HK 416 et le fusil d'assaut français FAMAS F1 sont utilisés (le FAMAS G2 a été distribué au cours du déploiement de la force Sangaris en république centrafricaine), auquel est rajouté des améliorations (viseur holographique, viseur acog, poignée avant...).
La section GCP du régiment est dotée de fusils d'assaut SCAR-H en raison de sa spécialité (chute opérationnelle et combat commando en arrière des lignes ennemies).
La mitrailleuse légère minimi est aussi en dotation au régiment ainsi que le fusil de précision FR-F2 et le PGM Hécate II 12,7 mm. Le lance roquette antichar d'origine suédoise AT4cs est aussi en service dans le régiment ainsi que le lance grenade individuel (modéré F1).
L'armement collectif repose lui sur une gamme de missiles antichar de type Milan et Eryx, pouvant être utilisés depuis un VAB pour le combat antichar. Le mortier de 81 mm LRR est utilisé lui pour l'appui feu et pour traiter des objectifs non acquis par les missiles.

### Casernement
Le régiment tient garnison à Castres depuis 1962, quartier Fayolle. Le terme quartier est issu de la tradition de cavalerie du lieu, le terme caserne étant dédié à l'infanterie.
Il a pour adresse le 68 avenue du lieutenant Jacques Desplats.

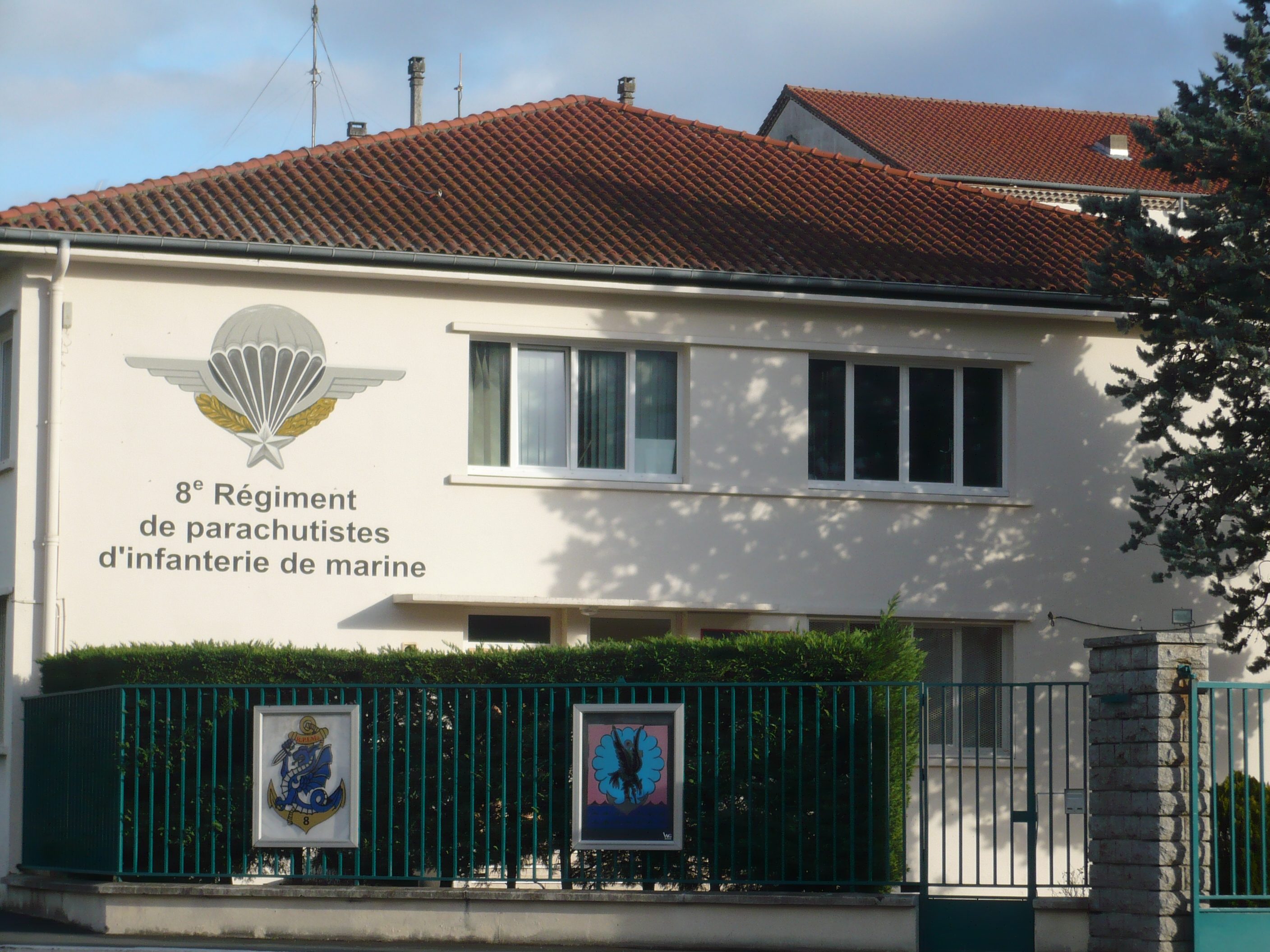
Entrée du 8e RPIMa.

### Mises en cause
Le 9 mai 2025, un soldat du 8e RPIMa de Castres témoigne sur BFM TV des violences qu’il aurait subies pendant près de quatre ans: harcèlement moral, agressions physiques et humiliations infligées par des supérieurs. Il affirme avoir été poussé à la désertion et au suicide. Son témoignage est étayé par plusieurs enregistrements audio. Au total, quatre militaires, dont lui, portent plainte contre le ministère des Armées et une quinzaine de cadres. Une enquête interne est ouverte. L’affaire relance le débat sur les violences systémiques dans l’armée française,.

## Sources et bibliographie
- Collectif, Histoire des parachutistes français, Société de Production Littéraire, 1975.
- Frédéric Pons, Opérations extérieures - Les volontaires du 8e RPIMa, Liban 1978-Afghanistan 2009, Presses de la Cité, 25 juin 2009
- Dossier « Le 8e RPIMa : Régiment du Tarn », in Revue du Tarn, no 227, automne 2012, p. 393-552